# Temporada 2020 del Campeonato de Europa de Carreras de Camiones
La temporada 2020 del Campeonato de Europa de Carreras de Camiones fue la decimoquinta edición de dicho campeonato, regulado y aprobado por la Federación Internacional del Automóvil (FIA), como la clase más alta de competición para camiones. Comenzará en agosto en el Autódromo de Most (República Checa) y finalizará en diciembre en el Circuito de Misano (Italia.).
Jochen Hahn era el defensor del título, mientras que la asociación de entre el Team Hahn Racing y el Team Schwabentruck, Die Bullen von Iveco Magirus, defendía el título de equipos. Por su parte, en la Goodyear Cup, nuevo nombre de patrocinio de la Copa Promotor (anterior Grammer Truk Cup) habría un nuevo campeón, ya que Oly Janes, el vigente ganador, no correría ese año previsiblemente tras su salida del equipo Buggyra.
El campeonato fue cancelado a causa de la pandemia de COVID-19, de modo que ningún título sería entregado ese año, ni el de pilotos, ni el de equipos, ni el de la Goodyear Cup.

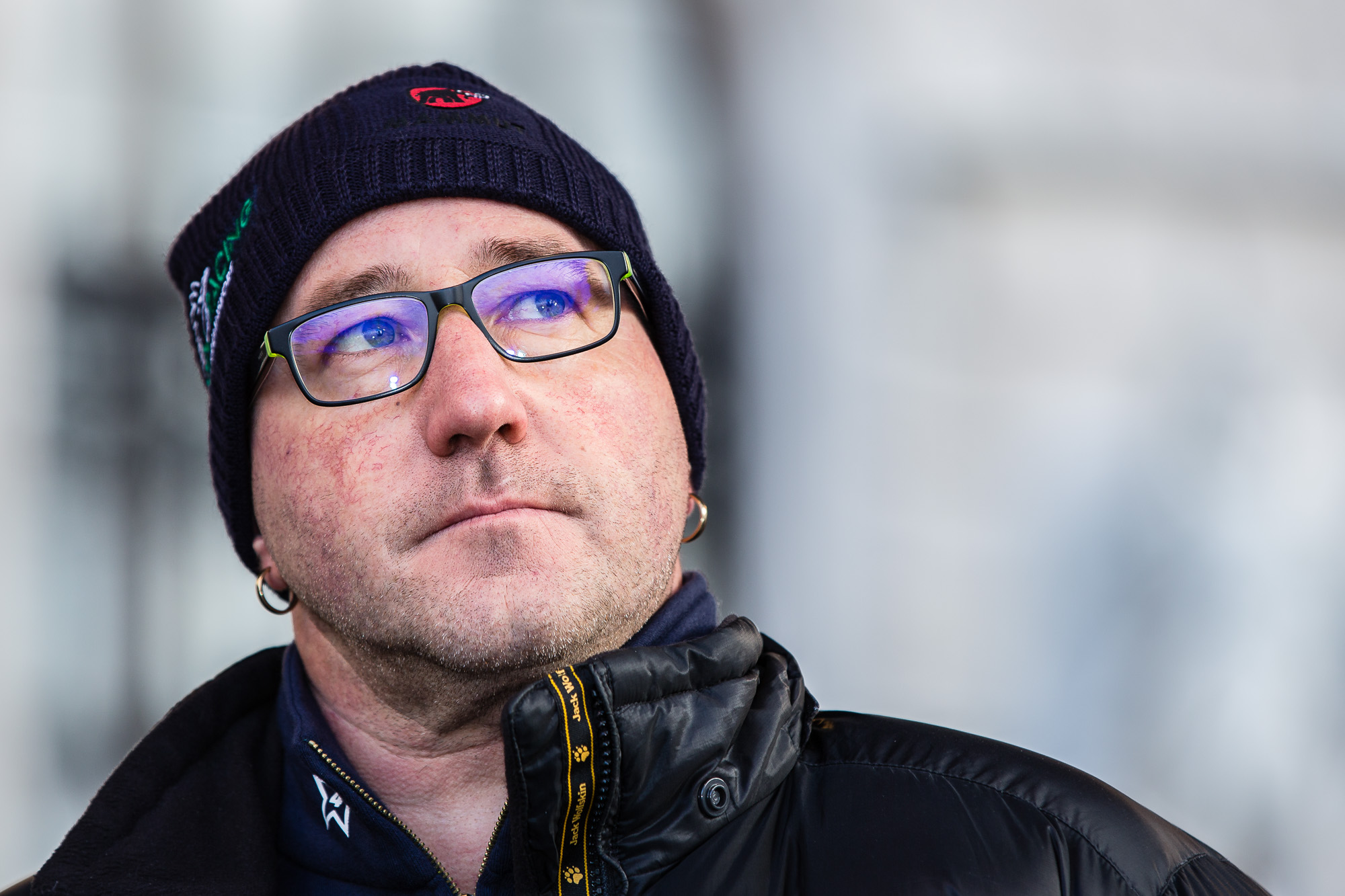
Jochen Hahn, el defensor del título.

## Equipos y pilotos
En mayo, el ETRC anunció un listado de pilotos que le habían anunciado su intención de correr a tiempo comlpleto esa temporada. No obstante, habrá otros pilotos que corran a tiempo parcial. La lista de incritos para el primer Gran Premio es la siguiente:
G : piloto que compite en la Goodyear Cup.
| Marca        | Equipo                      | No. | Piloto                  | Rondas | Clase |
| ------------ | --------------------------- | --- | ----------------------- | ------ | ----- |
| Freightliner | Buggyra Zero Mileage Racing | 20  | Téo Calvet              | Todas  | G     |
| Freightliner | Buggyra Zero Mileage Racing | 29  | Aliyyah Koloc           | Todas  | G     |
| Freightliner | Buggyra Zero Mileage Racing | 55  | Adam Lacko              | Todas  |       |
| Iveco        | Reinert Racing GmbH         | 77  | René Reinert            | 1      |       |
| Iveco        | Team Hahn Racing            | 1   | Jochen Hahn             | Todas  |       |
| Iveco        | Team Hahn Racing            | 22  | Lukas Hahn              | 1      | G     |
| Iveco        | Team Schwabentruck          | 44  | Stephanie Halm          | Todas  |       |
| MAN          | Anderson Racing             | 23  | Jamie Anderson          | 1      | G     |
| MAN          | Heinrich-Clemens Hecker     | 25  | Heinrich-Clemens Hecker | Todas  | G     |
| MAN          | Lion Truck Racing           | 66  | Anthony Janiec          | Todas  |       |
| MAN          | Luis Recuenco               | 64  | Luis Recuenco           | Todas  | G     |
| MAN          | Révész TRT                  | 40  | Norbert Kiss            | Todas  |       |
| MAN          | SL Trucksport               | 30  | Sascha Lenz             | 1      |       |
| MAN          | T Sport Bernau              | 2   | Antonio Albacete        | Todas  |       |
| Scania       | Tankpool24 Racing           | 24  | Steffen Faas            | Todas  | G     |

### Campeonato de equipos
| Marca        | Equipo                       | Piloto           |
| ------------ | ---------------------------- | ---------------- |
| Freightliner | Buggyra Zero Mileage Racing  | Téo Calvet       |
| Freightliner | Buggyra Zero Mileage Racing  | Adam Lacko       |
| Iveco        | Die Bullen von Iveco Magirus | Jochen Hahn      |
| Iveco        | Die Bullen von Iveco Magirus | Stephanie Halm   |
| MAN          | Löwen Power                  | Sascha Lenz      |
| MAN          | Löwen Power                  | Jamie Anderson   |
| MAN          | Team Titan                   | Norbert Kiss     |
| MAN          | Team Titan                   | Antonio Albacete |

NOTAS
En el campeonato de equipos pueden participar equipos de dos pilotos (como Buggyra) o asociaciones entre dos equipos de un piloto cada uno (como Die Bullen von Iveco Magirus, asociación del Team Hahn Racing y del Team Schwabentruck).
El equipo MB Motorsports corría con el nombre de Tankpool24 Racing, ya que Tankpool24 es su patrocinador principal. No obstante, este año ya no será así, ya que Tankpool24 retiró el patrocinio al equipo germano y creó su propia escudería.

## Calendario
Inicialmente, la temporada 2020 iba a tener las mismas rondas que en 2019, aunque se modificarían algunas fechas e incluso el orden de éstas, ya que el campeonato estaba previsto para comenzar en Hungaroring, siendo Misano la segunda ronda del año. Además, iba a haber un fin de semana de test en Red Bull Ring como paso previo para volver a celebrar un GP allí el año que viene. No obstante, el calendario sufrió numerosas modificaciones debido a la pandemia de COVID-19, incluyendo la cancelación de los Grandes Premios celebrados en Nürburgring y Slovakia Ring. El 4 de septiembre, cuando el campeonato ya había comenzado, se anunció que las rondas en Zolder y en Jarama. Después, la ETRA canceló el Gran Premio de las 24 horas de camiones de Le Mans, en Francia. Finalmente, el campeonato se suspendió después de que se cancelase la cuarta fecha, en el Circuito de Misano.
| Ronda | Circuito                | Fecha            |
| ----- | ----------------------- | ---------------- |
| 1     | Autódromo de Most       | 29-30 de agosto  |
| 2     | Circuito de Hungaroring | 17-18 de octubre |

## Clasificaciones
Sistema de puntuación 
Todas las carreras del campeonato siguen este sistema de puntuación:
Carreras 1 y 3
| Posición | 1.º | 2.º | 3.º | 4.º | 5.º | 6.º | 7.º | 8.º | 9.º | 10.º |
| Puntos   | 20  | 15  | 12  | 10  | 8   | 6   | 4   | 3   | 2   | 1    |

Carreras 2 y 4
| Posición | 1.º | 2.º | 3.º | 4.º | 5.º | 6.º | 7.º | 8.º | 9.º | 10.º |
| Puntos   | 10  | 9   | 8   | 7   | 6   | 5   | 4   | 3   | 2   | 1    |

Leyenda
DNS: siglas en inlés de Did Not Started, es decir, que no comenzó la carrera.
Ret: abreviatura de Retirado (o retired en inglés), que significa que el piloto abandonó la  carrera.
C: significa que se canceló la carrera.

### Clasificación general del ETRC 2020
| Pos  | Piloto                  | MOS | MOS | MOS | MOS | HUN | HUN | HUN | HUN | Pts |
| ---- | ----------------------- | --- | --- | --- | --- | --- | --- | --- | --- | --- |
| 1.º  | Norbert Kiss            | 1   | 6   | 3   | C   | 2   | 1   | 1   | 1   | 92  |
| 2.º  | Adam Lacko              | 4   | 1   | 2   | C   | 1   | 2   | 2   | 4   | 86  |
| 3.º  | Jochen Hahn             | 2   | 3   | 4   | C   | 3   | 5   | 3   | 2   | 72  |
| 4.º  | Sascha Lenz             | 3   | 2   | 1   | C   |     |     |     |     | 41  |
| 5.º  | Stephanie Halm          | 5   | 5   | 6   | C   | 8   | Ret | 5   | 5   | 38  |
| 6.º  | Antonio Albacete        | 11  | 8   | 9   | C   | 4   | 4   | 4   | 8   | 35  |
| 7.º  | Steffen Faas            | 12  | 9   | 8   | C   | 5   | 6   | 6   | 7   | 28  |
| 8.º  | Téo Calvet              | Ret | 11  | 7   | C   | 6   | 3   | 8   | 6   | 26  |
| 9.º  | Anthony Janiec          | DNS | 10  | 5   | C   | 7   | DNS | 7   | 3   | 25  |
| 10.º | Jamie Anderson          | 6   | 4   | 10  | C   |     |     |     |     | 14  |
| 11.º | Heinrich Clemens-Hecker | 9   | 12  | 15  | C   | 10  | 7   | 10  | 9   | 10  |
| 12.º | Luis Recuenco           | 13  | 13  | 14  | C   | 9   | 8   | 9   | 10  | 8   |
| 13.º | Lukas Hahn              | 10  | 7   | 11  | C   |     |     |     |     | 5   |
| 14.º | Aliyyah Koloc           | 8   | Ret | 13  | C   | 11  | 9   | 11  | Ret | 5   |
| 15.º | René Reinert            | 7   | 14  | 12  | C   |     |     |     |     | 4   |

### Clasificación general de la Goodyear Cup del ETRC 2020
| Pos | Piloto                  | MOS | MOS | MOS | MOS | HUN | HUN | HUN | HUN | Pts |
| --- | ----------------------- | --- | --- | --- | --- | --- | --- | --- | --- | --- |
| 1.º | Steffen Faas            | 5   | 3   | 2   | C   | 1   | 2   | 1   | 2   | 89  |
| 2.º | Téo Calvet              | Ret | 4   | 1   | C   | 2   | 1   | 2   | 1   | 77  |
| 3.º | Heinrich Clemens-Hecker | 3   | 5   | 7   | C   | 4   | 3   | 4   | 3   | 58  |
| 4.º | Luis Recuenco           | 6   | 6   | 6   | C   | 3   | 4   | 3   | 4   | 55  |
| 5.º | Aliyyah Koloc           | 2   | Ret | 5   | C   | 5   | 5   | 5   | Ret | 45  |
| 6.º | Jamie Anderson          | 1   | 1   | 3   | C   |     |     |     |     | 42  |
| 7.º | Lukas Hahn              | 4   | 2   | 4   | C   |     |     |     |     | 29  |

### Clasificación del título de equipos 2020
| Pos | Equipo                       | Pts |
| --- | ---------------------------- | --- |
| 1.º | Team Titan                   | 136 |
| 2.º | Buggyra Mileage Zero Racing  | 124 |
| 3.º | Die Bullen von Iveco Magirus | 120 |
| 4.º | Löwen Power                  | 57  |

 Notas
Las posiciones en la general entre pilotos que no tienen puntos se establecen mediante la mejor posición en una carrera. En caso de empate en la mejor posición, se clasifica en mejor posición el que la tiene más veces. Si persiste el empate, se desempata con la segunda mejor posición, y así sucesivamente.
Janiec sí comenzó la carrera 1 en Most, pero tuvo un accidente en la vuelta 1 y se lanzó una bandera roja. Como no formó parte de la parrilla en la resalida, se considera que tiene un DNS.
La carrera 3 de Most se paró en la segunda vuelta y se pospuso a causa de la lluvia, y se corrió en el horario reservado para la carrera 4. De este modo, la carrera 4 se canceló.
En la segunda carrera de Hungaroring Steffi Halm se retiró en la última vuelta pero, al haber tan sólo diez camiones en pista y al no haber corrido esa carrera Janiec, puntúa puesto que fue décima.